# بهامرز
بهامرز یک روستا در ایران است که در بخش مرکزی شهرستان سربیشه واقع شده‌است. بهامرز ۱۲۱ نفر جمعیت دارد.